# Agnieszka Krzemińska
Agnieszka Krzemińska – polska dziennikarka naukowa, popularyzatorka nauki i archeolożka. 
Ukończyła archeologię w Instytucie Archeologii Uniwersytetu Warszawskiego, broniąc w 1998 r. pracę magisterską Miłość w piśmiennictwie starożytnego Egiptu. Od 1999 do 2001 kontynuowała studia poświęcone starożytnemu Egiptowi kształcąc się w Berlinie na Wolnym Uniwersytecie. 
W późniejszym okresie zajęła się popularyzacją archeologii i dziennikarstwem naukowym, publikując m.in. w "Polityce", "Wiedzy i Życiu" oraz w "Świecie Nauki", a także wydając kilka książek popularnonaukowych. Od 2002 do 2003 pracowała w czasopiśmie "Archeologia Żywa" na stanowisku zastępczyni redaktora naczelnego.

## Publikacje
- Grody, garnki i uczeni. O archeologicznych tajemnicach ziem polskich. Wydawnictwo Literackie, Kraków 2022
- Dawniej ludzie żyli w brudzie. Kiedy i dlaczego zaczęliśmy o siebie dbać? Wydawnictwo Poznańskie, Poznań 2021
- Miłość w starożytnym Egipcie. Państwowy Instytut Wydawniczy, Warszawa 2004

## Wyróżnienia
- 2022: Złota Róża za najlepszą książkę popularnonaukową roku (przyznawana przez Festiwal Nauki w Warszawie, miesięcznik „Nowe Książki” i Instytut Książki)[4].
- 2022: Laureatka konkursu Popularyzator Nauki serwisu Nauka w Polsce, w kategorii media[5][6].